# Lípa u Palackých
Lípa u Palackých je památný strom ve vsi Čečovice severovýchodně od Nepomuku. Větší z čečovických lip velkolistých (Tilia platyphyllos) roste na dvoře čp. 20 v nadmořské výšce 500 m. Obvod jejího kmene měří 550 cm a výška stromu je 25 m (měření 2003). Lípa je chráněna od roku 1976 pro svůj vzrůst a estetickou hodnotu.

## Stromy v okolí
- Lípa u Moravců
- Dub v Zahrádce